# Harutaeographa fasciculata
Harutaeographa fasciculata là một loài bướm đêm trong họ Noctuidae.